# Porsche 804
Der Porsche 804 war ein Formel-1-Rennwagen der Porsche KG, der nur 1962 eingesetzt wurde. Er war der Nachfolger des Porsche 787. Vier Fahrzeuge wurden hergestellt.
Porsche gewann mit dem 804 den Großen Preis von Frankreich als Weltmeisterschaftsrennen und später beim Großen Preis der Solitude ein Rennen außerhalb der Formel-1-Weltmeisterschaft.

## Entwicklung
Die FIA änderte mit der Formel-1-Saison 1961 das Reglement. Der Hubraum wurde wie in der Formel 2 auf 1,5 Liter begrenzt. Durch diese Änderung konnte Porsche seine bisherigen Formel-2-Wagen mit kleineren Überarbeitungen nahezu unverändert in der Formel 1 einsetzen. 1961 zeigte sich jedoch schnell, dass der aus dem Porsche 718 entwickelte 787 der Konkurrenz hinsichtlich Motorleistung und Fahrverhalten unterlegen war.
Porsche entschied, einen völlig neuen konkurrenzfähigen Formel-Rennwagen mit einem Achtzylindermotor zu bauen. Ferdinand Alexander Porsche und Hubert Mimler entwarfen den Wagen mit der internen Nummer 804. Den neuen Motor, der erstmals 1962 beim Großen Preis der Niederlande eingesetzt wurde, entwickelte Hans Mezger.
Das Werksteam erreichte mit dem 804 insgesamt zwei Formel-Rennsiege und einige Punkteränge. Nach der Saison 1962 zog sich Porsche aus der Formel 1 zurück und stellte für rund 20 Jahre jegliche Entwicklungen im Formel-Motorsport ein.
Erst in den 1980er-Jahren stieg Porsche als Motorenlieferant für den britischen Rennstall McLaren wieder in die Formel 1 ein und gewann 1984 bis 1986 mit dem Team die Weltmeisterschaftstitel. Nach einer fünfjährigen Pause versuchte Porsche 1991 vergeblich, mit dem Arrows-Team die zurückliegenden Erfolge mit einem neuen Motor zu wiederholen.

## Fahrzeugmerkmale

### Rahmen und Karosserie

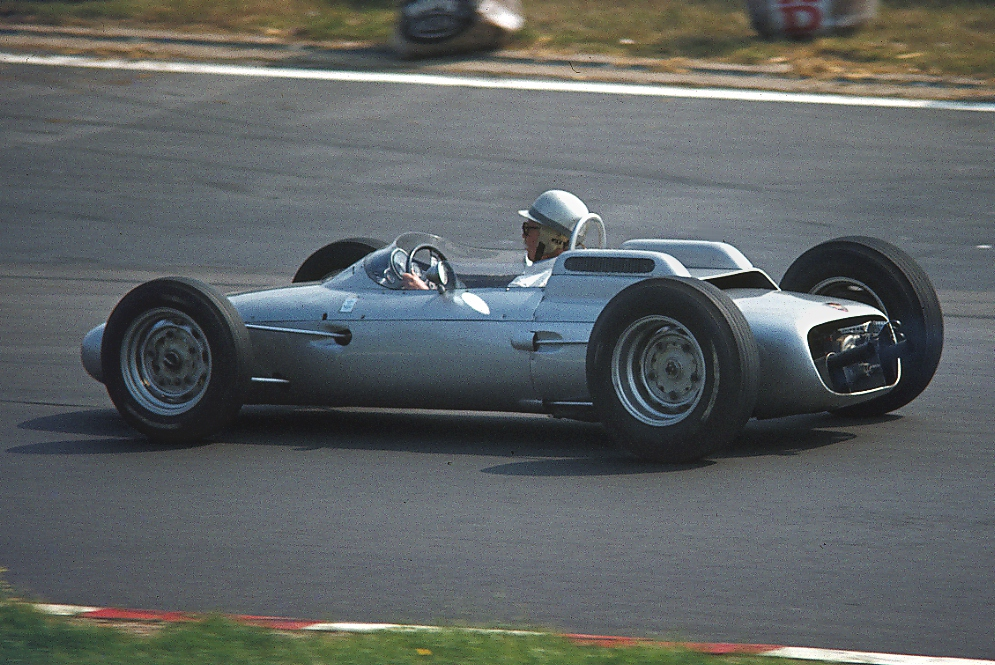
Der ehemalige Porsche-Rennleiter Huschke von Hanstein 1981 bei einer Testfahrt auf dem Nürburgring im Porsche 804

Wie schon der Porsche 787 hatte der 804  einen Gitterrohrrahmen aus Stahl und eine Karosserie aus Aluminium. Äußerlich jedoch unterschieden sich die beiden Fahrzeuge trotz des gleichen Aufbaus. Die 804er-Karosserie war schmaler, niedriger und glattflächiger als beim Vorgänger. Erreicht wurde dies unter anderem am Heck durch das über dem Mittelmotor liegende horizontale Lüfterrad. Beim Vierzylinder-Fuhrmann-Motor lag der hohe Axialventilator in der Mitte über dem Motor.
Die Aluminium-Kraftstofftanks hatten ein Fassungsvermögen von 150 Liter und lagen im Fahrzeugvorderteil und auf beiden Seiten neben dem Fahrersitz. Das Cockpit war schmal und enthielt außer dem Fahrersitz ein abschraubbares Lenkrad, den Schalthebel und die Pedale. Ein Drehzahlmesser in der Mitte des Instrumentenbretts sowie Öldruck- und Öltemperaturanzeige gaben dem Fahrer die notwendigsten Informationen.

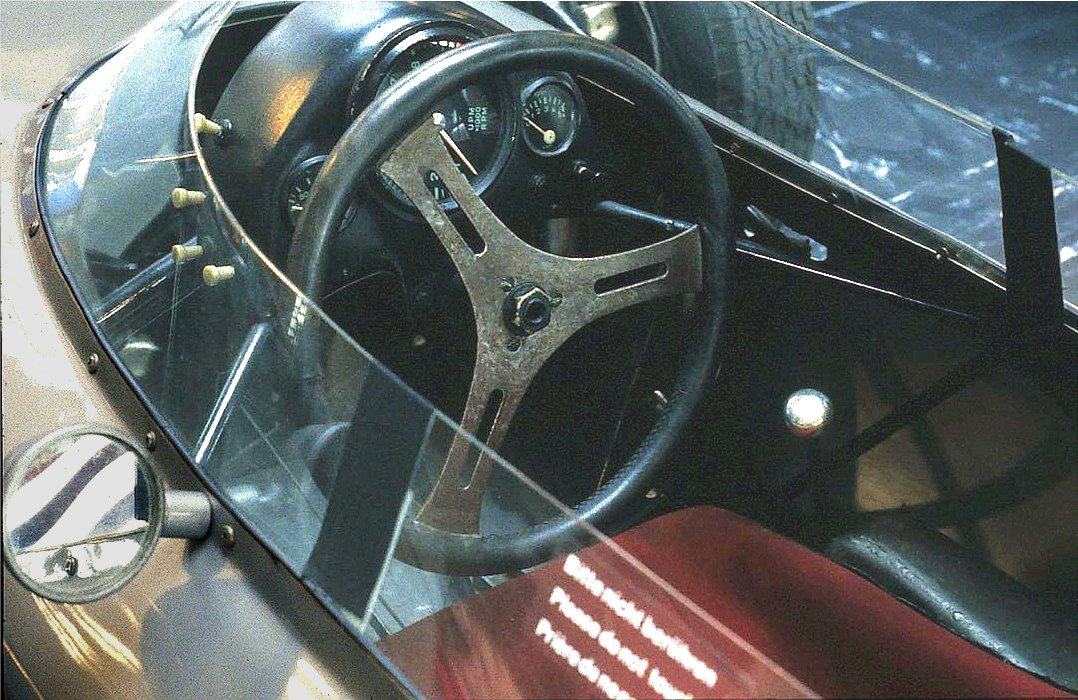
Cockpit des Porsche 804

Das Gewicht des Rennwagens lag mit rund 455 kg nur knapp über dem reglementierten Mindestgewicht von 450 kg.

### Fahrwerk
Die Vorder- und Hinterräder waren einzeln an ungleich langen Doppelquerlenkern aufgehängt. Vorn hatte die Aufhängung zunächst nur eine untere Längsschubstrebe, und zwar war der hintere Arm des Querlenkers als solche ausgelegt; nach dem ersten Rennen kam eine obere Längszugstrebe hinzu. Zur Federung waren vorne und hinten längs liegende Torsionsstäbe und im Rahmen angeordnete Stoßdämpfer montiert.
Erstmals baute Porsche eine Scheibenbremsanlage in einen Formel-Rennwagen ein, die bei englischen Fahrzeugen bereits zum Standard gehörten. Diese Bremsanlage war eine Eigenentwicklung von Porsche. Der Wagen rollte auf 15-Zoll-Rädern mit vorne 5.00-15 R und hinten 6.50-15 R großen Reifen.

### Motor und Getriebe

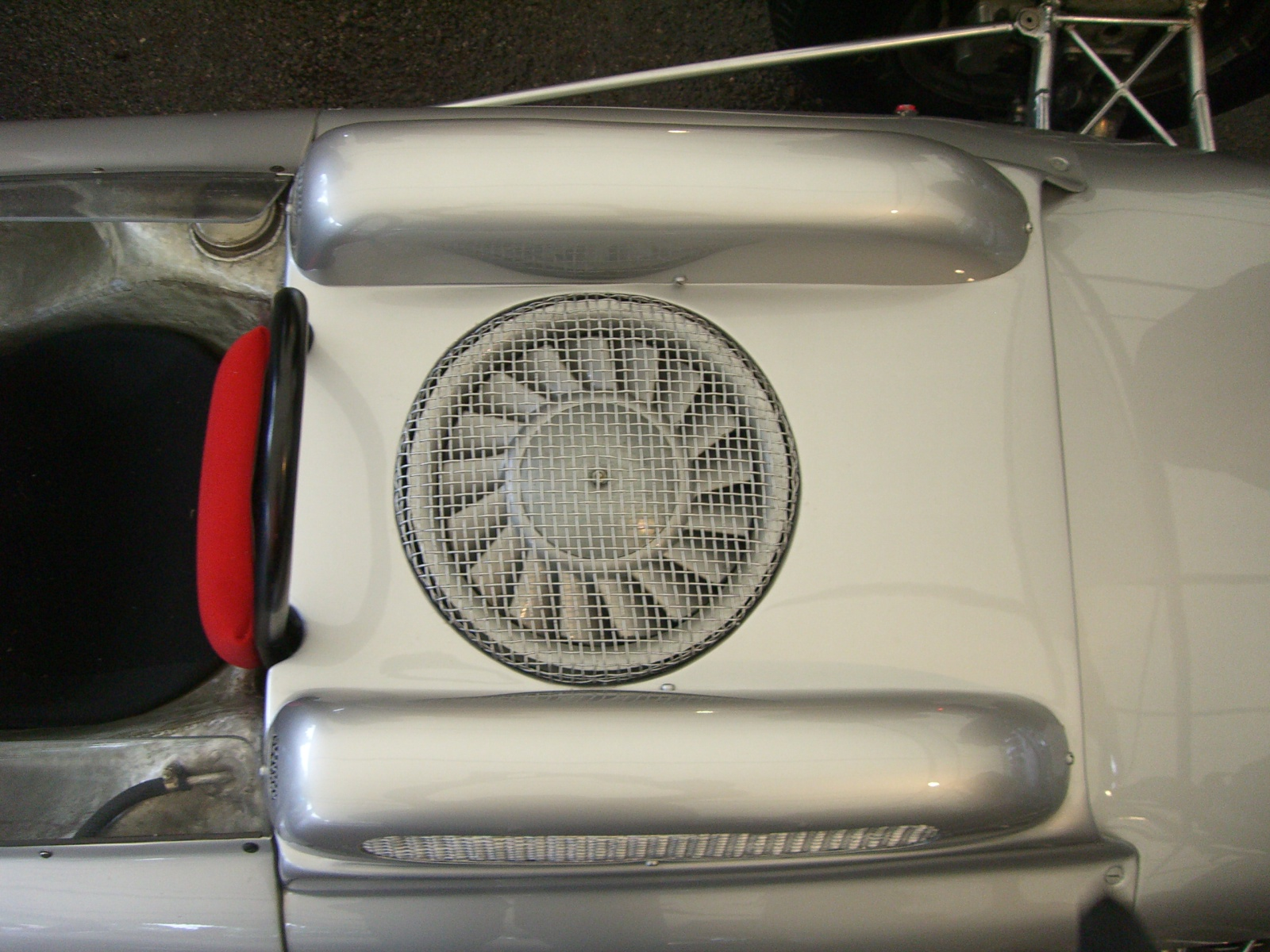
Lüfter zur Kühlung des Motors

Während der Entwicklung des 804 war der Achtzylinder-Motor noch nicht fertiggestellt, so dass zunächst noch der luftgekühlte 1,5-Liter-Vierzylinder-Boxermotor vom Typ 547/6 aus dem 787 in den Wagen für Testfahrten eingebaut wurde. Dieser sogenannte Michael-May-Motor basierte auf dem „Fuhrmann-Motor“ mit Trockensumpfschmierung und zwei Königswellen, die je Zylinderbank zwei obenliegende Nockenwellen antrieben. Der May-Motor hatte ein Verdichtungsverhältnis von 10,3 : 1 und leistete bei einer Drehzahl von 8000/min maximal 140 kW (190 PS).
Mit Fertigstellung des neuen luftgekühlten 1,5-Liter-Achtzylinder-Boxermotors vom Typ 753 wurde der Vierzylinder-Motor ersetzt. Das Kurbelgehäuse, die Zylinder und die Kolben bestanden aus Leichtmetall. Je Zylinderreihe übernahmen zwei obenliegende Nockenwellen mit Königswellenantrieb die Ventilsteuerung.
Der Motor hatte eine Trockensumpfschmierung mit separatem Ölbehälter und eine Bosch-Batteriezündung, die als Doppelzündung mit vier Zündspulen und zwei Verteilern ausgeführt war. Das Gemisch bereiteten vier Weber-Doppel-Fallstromvergaser auf.
Mit einer Verdichtung von 10,0 : 1 leistete der Motor 132 kW (180 PS) bei 9200/min. Mit dem verbesserten Sechsgang-Schaltgetriebe des Typs 718 und dem ZF-Sperrdifferenzial erreichte der Wagen eine Höchstgeschwindigkeit von 270 km/h.

## Rennhistorie

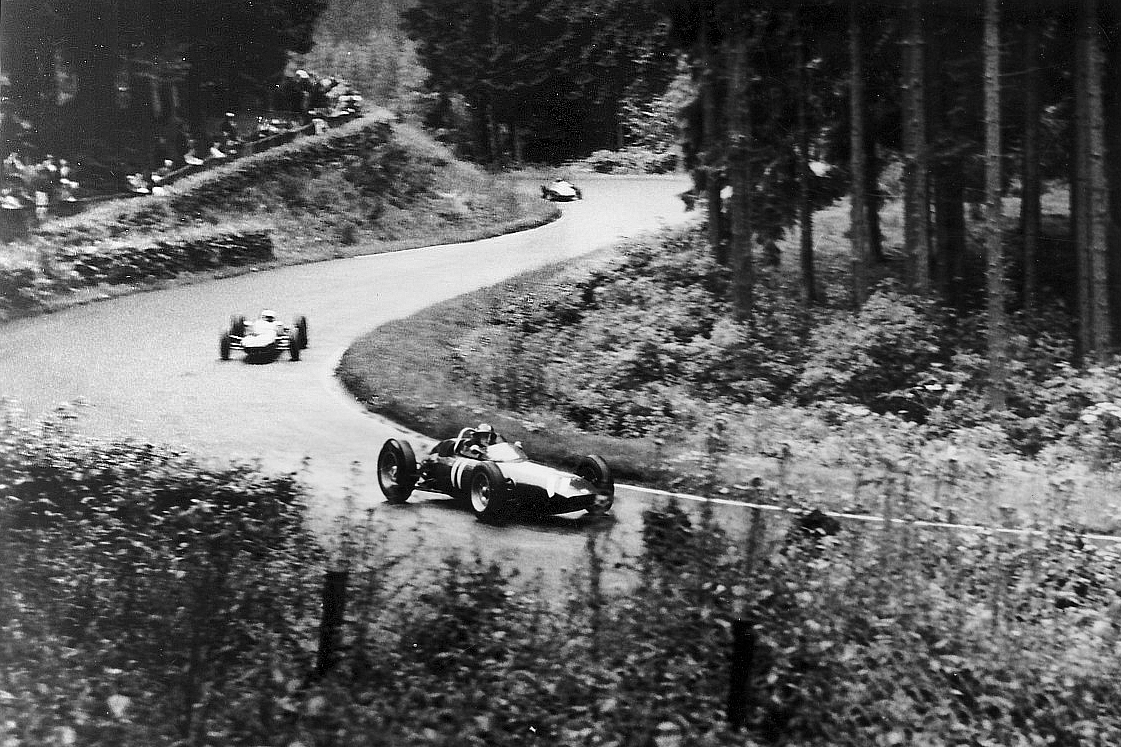
GP von Deutschland 1962: Graham Hill (B.R.M.) vor Surtees (Lola) und Gurney (Porsche)

Erstes Rennen des Porsche 804 war der Große Preis der Niederlande am 20. Mai 1962 in Zandvoort. Dan Gurney startete von Platz acht, Joakim Bonnier von Platz 13. Gleich zu Beginn fuhr Gurney auf die dritte Position, fiel jedoch in der zehnten Runde mit Getriebeschaden aus. Bonnier, dessen Wagen ebenfalls nicht einwandfrei lief, kam – begünstigt durch viele Ausfälle – hinter Carel Godin de Beaufort als Siebter ins Ziel. De Beaufort fuhr den Typ 718 vom Vorjahr mit Vierzylindermotor.
Zum Großen Preis von Monaco am 3. Juni 1962 trat Porsche mit nur einem 804 unter Dan Gurney an. Im Training belegte er Platz fünf. Ein überraschendes Manöver von Willy Mairesse beim Start löste mehrere Kollisionen aus, die auch Gurneys Wagen trafen: Trevor Taylor fuhr dem 804 ins Heck, wobei der Rahmen beschädigt wurde, sodass Gurney ausschied. Bonnier als zweiter Porsche-Werksfahrer erreichte mit einem 718-Vierzylinder Platz fünf.
Bis zum Großen Preis von Frankreich am 8. Juli 1962 in Rouen pausierte der 804, um nach Gurneys Wünschen verbessert zu werden. Wesentliche Verbesserung war eine Änderung der Hinterradaufhängung, um den Wagen tiefer zu legen. Im Training fuhr Gurney auf Platz sechs, Bonnier auf Platz neun. Während des Rennens kam es Porsche zustatten, dass Ferrari wegen eines Metallarbeiterstreiks nicht angetreten war, Jim Clark auf Lotus in Runde 33 ausschied und Graham Hill, B.R.M., durch einen Defekt zurückfiel. Gurney gewann das Rennen mit einer Durchschnittsgeschwindigkeit von 163,98 km/h und einer Runde Vorsprung vor Tony Maggs auf Cooper. Bonnier, der vorübergehend auf Platz gelegen hatte, fiel in der 42. von 54 Runden mit einem Schaden an der Benzinpumpe aus.
Eine Woche später beim nicht zur Weltmeisterschaft zählenden Großen Preis der Solitude bei Stuttgart fuhr Dan Gurney mit dem 804 einen Start-Ziel-Sieg heraus; Bonnier wurde Zweiter. Der Große Preis von Großbritannien am 21. Juli in Aintree hingegen verlief enttäuschend: Gurney wurde mit schleifender Kupplung Neunter, Bonier schied erneut aus; diesmal mit defektem Kegel- und Tellerrad.

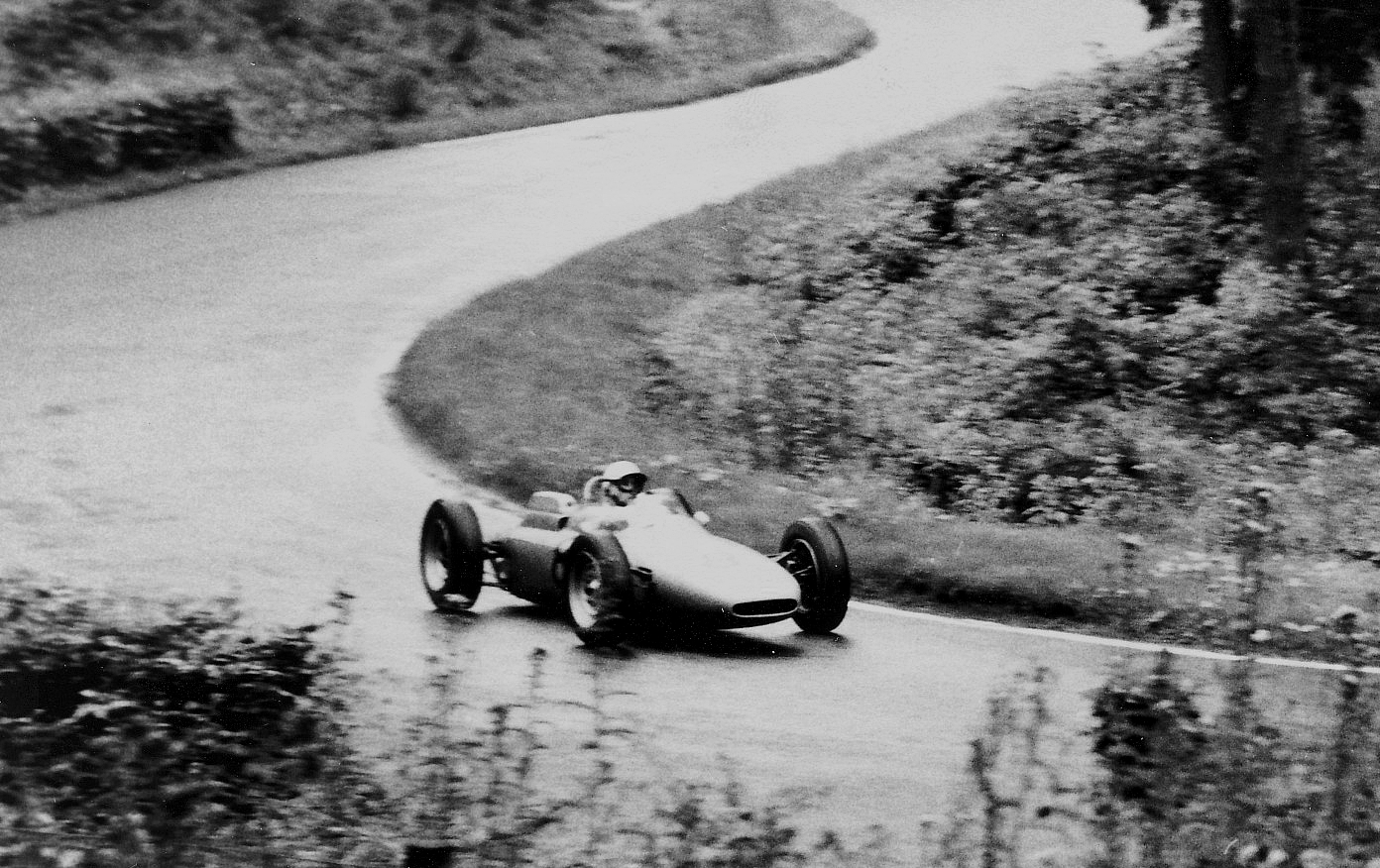
Joakim Bonnier auf dem Nürburgring im Streckenabschnitt Hatzenbach

Zum Großen Preis von Deutschland am 5. August auf der Nordschleife des Nürburgrings startete Dan Gurney von der Pole-Position, die er jedoch nur bis in die dritte Runde des von starkem Regen beeinträchtigten Rennens erfolgreich verteidigte. Ursache für das kurzzeitige Nachlassen war, dass sich vorn im Cockpit des 804 die Batterie gelöst hatte, die der Fahrer mit dem Fuß an ihrem Platz halten musste. Trotz dieses Handicaps wurde Gurney Dritter hinter Graham Hill (B.R.M.) und John Surtees (Lola). Joakim Bonnier kam auf Platz sieben ins Ziel.
Vor dem Großen Preis von Italien am 16. September in Monza fuhr Bonnier den 804 in Karlskoga in Schweden sowie beim Bergrennen Ollon-Villars in der Schweiz, in dem er mit einem Schnitt von 107,5 km/h einen neuen Rekord aufstellte. In Karlskoga belegte er Platz drei. Den Großen Preis in Monza beendete Bonnier als Sechster, nachdem Gurney in der 67. Runde mit Getriebeschaden ausgefallen war.
Letztes Rennen des Porsche 804 war der Große Preis der USA am 7. Oktober 1962 in Watkins Glen. Gurney startete von Platz vier und wurde Fünfter. Bonnier beschädigte seinen Wagen, fuhr zweimal zur Reparatur an die Box und kam nicht in die Wertung.
Kurz vor Saisonende noch vor dem Großen Preis von Südafrika, beendete Porsche seine Formel-1-Aktivitäten.
Die Gründe das Ausscheiden waren die aufwändige Beschaffung der speziellen Formel-1-Teile aus England, da es in Deutschland dafür keine Zulieferer gab. Ebenfalls konnte die Formel-Technik kaum auf die Entwicklung der Serienfahrzeuge übertragen und kommerziell genutzt werden. Porsche wollte sein Motorsportengagement zukünftig komplett auf die seriennahen GT- und Sportwagen konzentrieren.
Darüber hinaus stand Porsche kurz vor der Übernahme des Karosseriewerkes Reutter, die eine große finanzielle Herausforderung war, so dass der kostenintensive Formel-Motorsport nicht weiterverfolgt wurde.
| Formel-1-Weltmeisterschaft 1962 | Formel-1-Weltmeisterschaft 1962 | Formel-1-Weltmeisterschaft 1962 | Formel-1-Weltmeisterschaft 1962 | Formel-1-Weltmeisterschaft 1962 | Formel-1-Weltmeisterschaft 1962 |
| Rennen                          | Rennen                          | Rennen                          | Rennen                          | Rennen                          | Rennen                          |
| Pos.                            | Nr.                             | Team                            | Fahrer                          | Chassistyp                      | Motortyp                        |
| ------------------------------- | ------------------------------- | ------------------------------- | ------------------------------- | ------------------------------- | ------------------------------- |
| Großer Preis der Niederlande    |                                 |                                 |                                 |                                 |                                 |
| 7                               | 11                              | Porsche System Engineering      | Jo Bonnier                      | 804                             | 753                             |
| Großer Preis von Frankreich     |                                 |                                 |                                 |                                 |                                 |
| 1                               | 30                              | Porsche System Engineering      | Dan Gurney                      | 804                             | 753                             |
| Großer Preis von Großbritannien |                                 |                                 |                                 |                                 |                                 |
| 9                               | 8                               | Porsche System Engineering      | Dan Gurney                      | 804                             | 753                             |
| Großer Preis von Deutschland    |                                 |                                 |                                 |                                 |                                 |
| 3                               | 7                               | Porsche System Engineering      | Dan Gurney                      | 804                             | 753                             |
| 7                               | 8                               | Porsche System Engineering      | Jo Bonnier                      | 804                             | 753                             |
| Großer Preis von Italien        |                                 |                                 |                                 |                                 |                                 |
| 6                               | 18                              | Porsche System Engineering      | Jo Bonnier                      | 804                             | 753                             |
| Großer Preis der USA            |                                 |                                 |                                 |                                 |                                 |
| 5                               | 10                              | Porsche System Engineering      | Dan Gurney                      | 804                             | 753                             |
| 13                              | 11                              | Porsche System Engineering      | Jo Bonnier                      | 804                             | 753                             |

## Technische Daten
Der Porsche-Formel-1-Wagen wurde 1961 und 1962 sowohl mit Vier- als auch Achtzylindermotor erprobt und in Rennen eingesetzt, der Vierzylinder allerdings nur bei Testfahrten. In der Formel-1-Saison 1962 fuhr der 804 ausschließlich mit dem Achtzylindermotor.
| Porsche 804:                | Vierzylinder (Versuchsmotor)                                                       | Achtzylinder                                                                       |
| --------------------------- | ---------------------------------------------------------------------------------- | ---------------------------------------------------------------------------------- |
| Motor:                      | 4-Zylinder-Boxermotor (Viertakt)                                                   | 8-Zylinder-Boxermotor (Viertakt)                                                   |
| Hubraum:                    | 1498 cm³                                                                           | 1494 cm³                                                                           |
| Bohrung × Hub:              | 85,0 × 66,0 mm                                                                     | 66,0 × 54,6 mm                                                                     |
| Leistung bei 1/min:         | 140 kW (190 PS) bei 8000                                                           | 132 kW (180 PS) bei 9200                                                           |
| Max. Drehmoment bei 1/min:  | 147 Nm bei 6500                                                                    | 153 Nm bei 7200                                                                    |
| Verdichtung:                | 10,3 : 1                                                                           | 10,0 : 1                                                                           |
| Ventilsteuerung:            | zwei Königswellen und je Zylinderbank zwei obenliegende Nockenwellen (vier gesamt) | zwei Königswellen und je Zylinderbank zwei obenliegende Nockenwellen (vier gesamt) |
| Kühlung:                    | Luftkühlung (Gebläse)                                                              | Luftkühlung (Gebläse)                                                              |
| Getriebe:                   | 6-Gang-Getriebe mit Sperrdifferenzial, Hinterradantrieb                            | 6-Gang-Getriebe mit Sperrdifferenzial, Hinterradantrieb                            |
| Bremsen:                    | Scheibenbremsen                                                                    | Scheibenbremsen                                                                    |
| Radaufhängung vorn:         | Radaufhängung an je zwei ungleichen Querlenkern                                    | Radaufhängung an je zwei ungleichen Querlenkern                                    |
| Radaufhängung hinten:       | Radaufhängung an je zwei ungleichen Querlenkern                                    | Radaufhängung an je zwei ungleichen Querlenkern                                    |
| Federung vorn:              | Torsionsstabfedern, Stoßdämpfer im Rahmen angeordnet                               | Torsionsstabfedern, Stoßdämpfer im Rahmen angeordnet                               |
| Federung hinten:            | Torsionsstabfedern, Stoßdämpfer im Rahmen angeordnet                               | Torsionsstabfedern, Stoßdämpfer im Rahmen angeordnet                               |
| Karosserie:                 | Aluminiumkarosserie mit Gitterrohrrahmen                                           | Aluminiumkarosserie mit Gitterrohrrahmen                                           |
| Spurweite vorn/hinten:      | 1300/1330 mm                                                                       | 1300/1330 mm                                                                       |
| Radstand:                   | 2300 mm                                                                            | 2300 mm                                                                            |
| Reifen/Felgen:              | VA: 5.00-15 R auf ?J × 15 HA: 6.50-15 R auf ?J × 15                                | VA: 5.00-15 R auf ?J × 15 HA: 6.50-15 R auf ?J × 15                                |
| Maße Länge × Breite × Höhe: | 3600 × 1615 × 820 mm                                                               | 3600 × 1615 × 820 mm                                                               |
| Gewicht (ohne Treibstoff):  | 455 kg                                                                             | 455 kg                                                                             |
| Höchstgeschwindigkeit:      | 270 km/h                                                                           | 270 km/h                                                                           |